# Hyphessobrycon reticulatus
Hyphessobrycon reticulatus is een straalvinnige vissensoort uit de familie van de karperzalmen (Characidae). De wetenschappelijke naam van de soort is voor het eerst geldig gepubliceerd in 1911 door Ellis.

## Karyologie
De vis heeft 2n=50 chromosomen van de types M, SM en ST, en valt daarmee in één groep met Hollandichthys multifasciatus en Ctenobrycon hauxwellianus.